# کاترین دیل اوون
کاترین دیل اوون (انگلیسی: Catherine Dale Owen؛ ‏ ۲۸ ژوئیهٔ ۱۹۰۰ – ۷ سپتامبر ۱۹۶۵) بازیگر اهل ایالات متحده آمریکا بود. وی بین سال‌های ۱۹۲۰ تا ۱۹۳۵ میلادی فعالیت می‌کرد.
از فیلم‌ها یا برنامه‌های تلویزیونی که وی در آن نقش داشته‌است، می‌توان به آواز یاغی اشاره کرد.